# Enicospilus iapetus
Enicospilus iapetus là một loài tò vò trong họ Ichneumonidae.